# Giorgio Bergamasco
Giorgio Bergamasco (Milano, 30 gennaio 1904 – 27 dicembre 1990) è stato un politico e avvocato italiano.

## Biografia
Avvocato milanese, esponente del Partito Liberale Italiano. Viene eletto senatore della Repubblica nel 1958, confermando il proprio seggio per quattro legislature consecutive, restando in carica fino al 1976. Fu anche ministro per i rapporti con il Parlamento nel governo Andreotti II dal 1972 al 1973.
Muore nel dicembre 1990, all'età di 86 anni.